# ایلینیتسا
ایلینیتسا (به بلغاری: Ilinitsa) یک منطقهٔ مسکونی در بلغارستان است که در شهرستان کاردژالی واقع شده است.